# Orinoco-Freileitungskreuzung

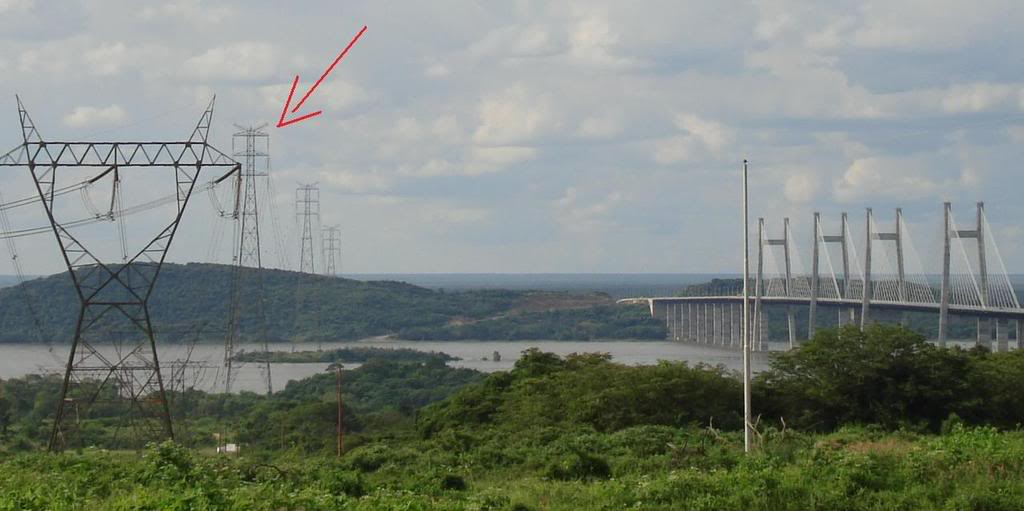
Orinoco-Freileitungskreuzung

Die Orinoco-Freileitungskreuzung ist eine 400-kV-Freileitungskreuzung mit zwei Stromkreisen am Orinoco-Fluss zwischen Ciudad Bolivar und Ciudad Guayana in Venezuela. In der Nähe befindet sich auch die den Fluss überspannende Straßenbrücke Puente Orinoquia.
Die Freileitungskreuzung verfügt über zwei Spannfelder von 1185 und 1060 Metern Länge und ist an 240 Meter hohen, als Stahlfachwerkkonstruktionen ausgeführten Freileitungsmasten montiert.
Die Masten der Orinoco-Freileitungskreuzung gehören zu den höchsten freistehenden Bauwerken in Südamerika.